# Smith & Wesson

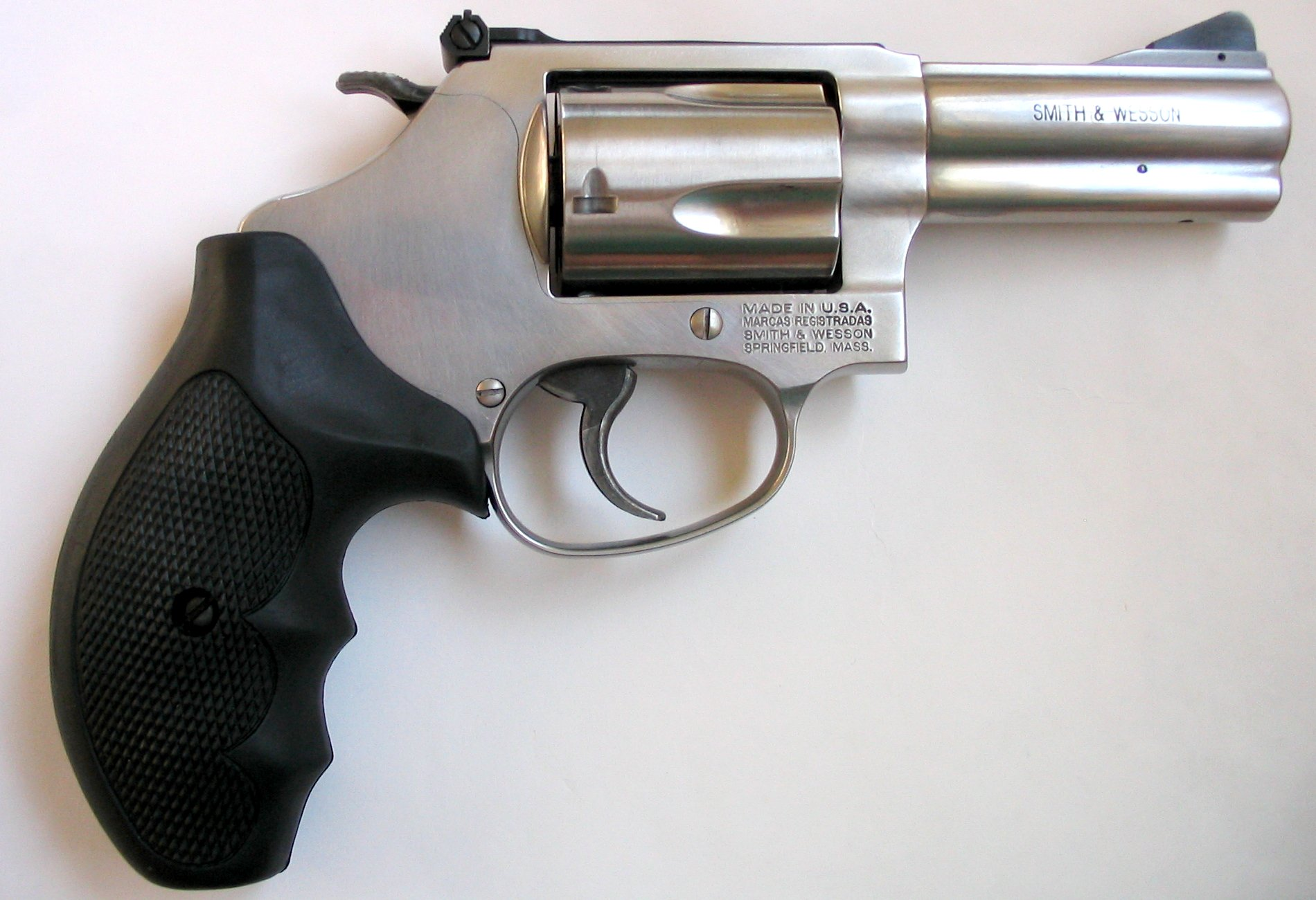
Smith & Wesson 60

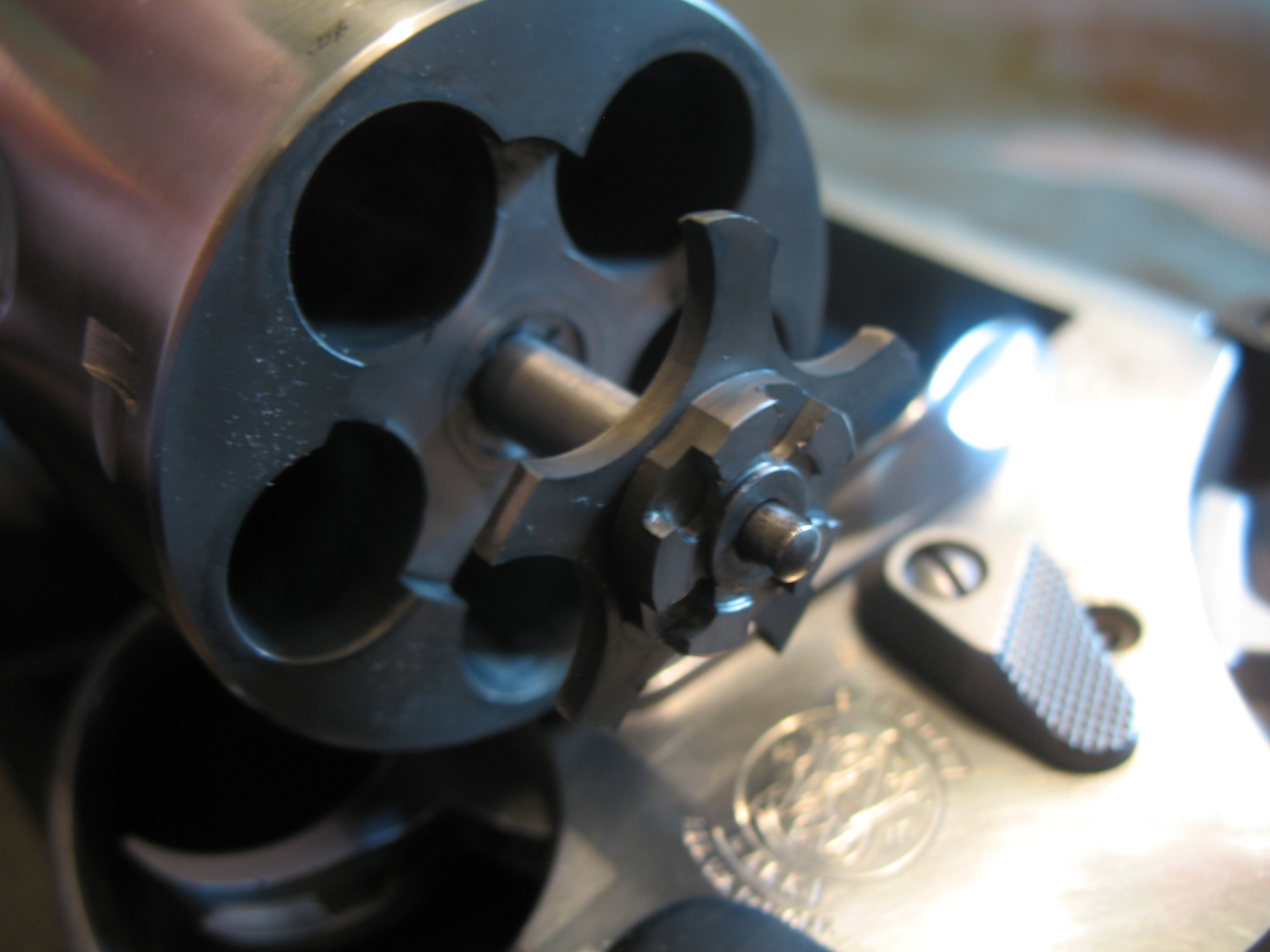
Smith & Wesson 5008

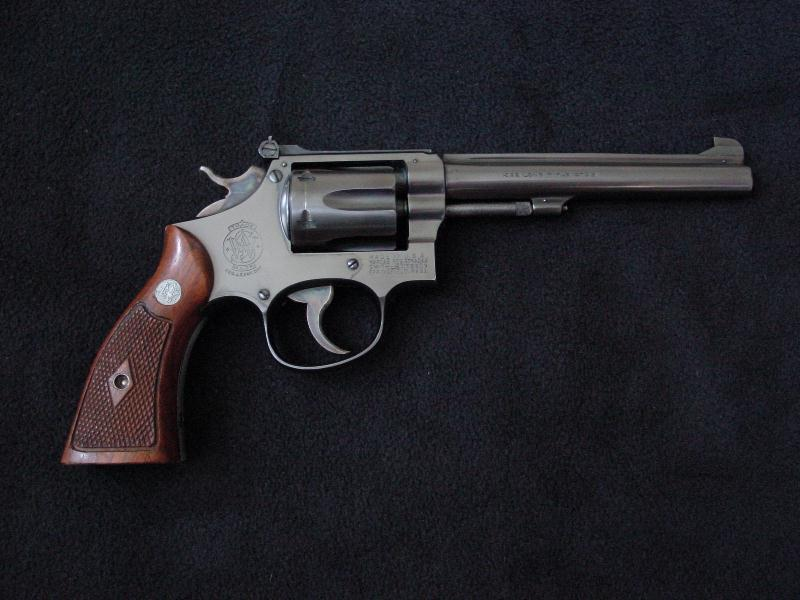
S&W K .22.

Smith & Wesson je největší americký výrobce ručních palných zbraní, jehož tradice sahá do poloviny 19. století. Zbrojovka se tradičně zaměřovala zejména na revolvery, ale pracovala také na vývoji nábojů a pistolí.

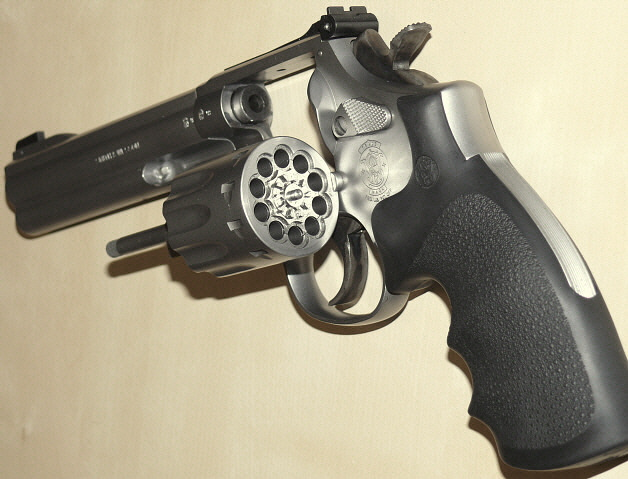
Smith&Wesson Model 617-2

## Historie
Firmu založili v roce 1852 pánové Horace Smith a Daniel Baird Wesson, když odešli od společnosti Allen, Brown & Luther, kde oba pracovali. Usídlili se ve státě Connecticut a začali vyvíjet nový typ opakovací pistole. Ten si nechali v roce 1853 patentovat. Pistole byla tak rychlá, že si získala přezdívku The Volcanic.
Firma se však brzy dostala do finančních potíží a v roce 1854 ji byli nuceni Smith a Wesson prodat Oliveru Winchesterovi. Poté ze zbrojovky Horace Smith odešel, zatímco Wesson zůstal Winchesterovým zaměstnancem. Název firmy se změnil na Volcanic Arms Company.
V roce 1856 bylo obnoveno spojení Smitha a Wessona a firma začala znovu fungovat pod starým názvem. Díky patentu na revolver, používající jednotné kovové náboje si firma zajistila určitý monopol na trhu. Rozrostla se a roku 1859 se přestěhovala do Springfieldu ve státě Massachusetts, kde sídlí dodnes.
S počátkem Občanské války (1861) narostla poptávka po revolverech Smith & Wesson. Model 1 byl vyráběn ještě v 80. letech 19. století.
V roce 1869 byl patentován nový typ revolveru, u kterého se hlaveň sklápěla spolu s válcem a vyhazovač automaticky vyhodil vystřelené nábojnice (Model 3). Přestože jej začala používat americká armáda, Smith a Wesson cítili menší poptávku v USA a snažili se proniknout do Evropy. Zakázku si zadalo Rusko, určité množství zbraní si pak objednalo také Turecko a Japonsko. Model 3 se přestal vyrábět v roce 1913.
Koncem 70. let 19. století se firma zabývala také vývojem malých revolverů. Začala vyrábět revolver s ručním vyhazovačem, později pak revolvery z nerezové oceli. V roce 1913 reagovala na menší poptávku po revolverech výrobou pistolí.
Roku 1939 však měla zbrojovka opět finanční problémy, zachránila ji spolupráce s britskou armádou.
V padesátých letech začal Smith & Wesson vyrábět také sportovní pistole.